# Hovdøyane
Die Hovdøyane (von norwegisch hovd ‚Haupt, Schädel, Rundung‘) sind eine Inselgruppe vor der Ingrid-Christensen-Küste des ostantarktischen Prinzessin-Elisabeth-Lands. Sie liegen im nordöstlichen Teil der Prydz Bay.
Norwegische Kartografen, die sie auch benannten, kartierten sie im Detail anhand von Luftaufnahmen, die bei der Lars-Christensen-Expedition 1936/37 entstanden.